# Медаль «За відновлення Зимового палацу»
Меда́ль «За відно́влення Зимо́вого пала́цу» (рос. медаль «За возобновление Зимнего дворца») — державна нагорода Російської імперії, якою нагороджували осіб, що проводили роботи з відновлення Зимового палацу в 1838 році.

## Основні відомості
Медаль було засновано у грудні 1838 року указом Миколи I. Указ про заснування був повідомлений міністром Імператорського Двору Петром Волконським міністру фінансів Єгорові Канкріну. Медаль мала два основних варианти — золотий та срібний. Заснування нагороди було пов'язано з тим, що роботи з відновлення Зимового палацу після пожежі було проведено в найкоротші терміни

## Порядок нагородження
Нагородили цією нагородою усіх учасників ремонту Зимового палацу. Найбільш високопоставлені нагороджені отримали особливі золоті медалі, прикрашені діамантами.

## Опис медалі
Медалі зроблені з золота і срібла. Діаметр 33 мм. На лицьовій стороні медалі зображений вензель Миколи I, увінчаний великою імператорською короною. Над вензелем, уздовж краю медалі, по дузі напис: «БЛАГОДАРЮ». На зворотному боці медалі зображено передній фасад Зимового палацу. Зверху по дузі уздовж краю напис: «УСЕРДІЕ ВСЕ ПРЕВОЗМОГАЕТЪ». Під обрізом зображення горизонтальний напис у три рядки:
ВОЗОБНОВЛЕНІЕМЪ
НАЧАТЪ ВЪ 1838 Г.
ОСВЯЩЕНЪ ВЪ 1839 Г.
На Санкт-Петербурзькому монетному дворі в період з березня по липень 1839 року було викарбувано 7818 срібних, 175 золотих медалей, з них 20 медалей були прикрашені діамантами.
Відомий також фрачний варіант медалі діаметром 15 мм.

## Порядок носіння
Медаль мала вушко для кріплення до стрічки. Носити медаль слід на грудях. Стрічка медалі — Олександрівська, для золотих медалей з діамантами — Андріївська.